# Murwira
Murwira è una località dello Zimbabwe, nella provincia di Masvingo.